# Canal Magdalena (banda)
Canal Magdalena es una banda de música pop rock chilena de mediados de la década de los 90. Oriundos de Viña del Mar, Región de Valparaíso, Chile y liderados por el vocalista Cristián Arroyo, fueron un verdadero suceso desde la aparición del EP Espuma de 1997. Escasas bandas chilenas han elevado el concepto de pop a la categoría de causa. Hacia fines de los años noventa, Canal Magdalena buscó albergar bajo el concepto de lo popular aquellos valores que a sus integrantes les parecían los adecuados para una mejor convivencia en sociedad; en sus palabras, la honestidad, los afectos bien expresados, el romanticismo, la elegancia de lo cotidiano. Su carrera ha mostrado cumbres de difusión (Enséñame, Todo ha cambiado, Summer loser boy, Yo soy el ángel, Es mejor la libertad, Solos hasta el fin, entre otros) y también largos períodos de silencio. Su apuesta por un pop bien pensado se adelantó a lo que más tarde profundizó la generación millennial. Luego de una extensa pausa divida en dos periodos, el primero entre 2004 - 2006, el segundo y más extenso, entre 2008 y 2014 la banda está de nuevo activa con anuncios de nuevas grabaciones.

## Orígenes
La banda fue una creación costera, nacida como el proyecto de cuatro amigos que hacia 1996 vivían en Viña del Mar y los alrededores. Inicialmente estuvo integrada por Cristián Arroyo en bajo y voz, Ygal Glisser y Max Glisser -ambos, antes parte del grupo Lisboa-  en guitarras, Gonzalo Herrera en teclados y Kamal Lues en batería. De esta manera, en diciembre de ese mismo año, la banda debutaba en su ciudad natal y se incorporaba rápidamente al circuito santiaguino compartiendo escenario con importantes bandas de la escena local e internacional.
Decididos a profesionalizar su trabajo, los músicos se mudaron a Santiago para acumular experiencia en vivo. Los unía el gusto por la melodía y los versos sencillos, vinieran ya fuese desde el pop/rock inglés mejor facturado (Duran Duran, Oasis, Supergrass) o de la canción italiana de amor (Franco Simone, Laura Pausini). En momentos en que bandas como Solar, Los Santos Dumont y Fruto Prohibido intentaban reconciliar al público local con las bondades de la música "tarareable", Canal Magdalena se distinguió como un grupo de carismática presencia escénica y un sobrio trabajo melódico. Para su música, el adjetivo «sencilla» era un elogio.
Debutaron con el EP Espuma el año 1997 antes de presentar el álbum Teledirigido. La banda tenía claro lo que buscaba, y consiguió que el sello Warner trajese desde Argentina al destacado músico Daniel Melero para que les produjera su primer álbum. La sociedad explica en parte la etiqueta de «rock sónico» que el grupo se ganó de ahí en adelante: Canal Magdalena se emparentaba con lo que en Buenos Aires trabajaban por entonces Babasónicos, Juana La Loca y el mismo Melero. El apoyo radial fue discreto, pero los sencillos “Espuma”, “Yo soy el ángel” y “Dulce espera” acumularon el entusiasmo de un creciente público en vivo. Por su abrazo convencido al pop, Cristián Arroyo diría más tarde que Teledirigido «fue un disco adelantado para su época».

## Salto a la fama
En diversas colaboraciones para discos colectivos, la banda tuvo la oportunidad de ganar práctica en la relectura de composiciones ajenas, fuese un poema de Pablo Neruda (Marinero en tierra, 1999), un cover de “Mentalidad televisiva” (Tributo a Los Prisioneros, 2000) o la cueca “De cuerpo entero”, de Violeta Parra (para el tributo colectivo Después de vivir un siglo, 2001). Pero nadie presagió lo que sucedería con su improvisada versión para un antiguo éxito del baladista pullés Franco Simone. En 1999, el grupo grabó “Tú, siempre tú” para el espacio “Raras tocatas nuevas” de radio Rock&Pop, y se encontró con que el tema pasó rápidamente a alta rotación. A juzgar por el masivo redescubrimiento que un par de años más tarde tendría en Chile la balada italiana —desde Javiera y Los Imposibles hasta Douglas se mostraron como nuevos conversos—, no es osado responsabilizar a Canal Magdalena de parte importante del revival (Arroyo cumplirá un sueño al compartir luego el escenario con Simone, para un tema a dúo en el Festival de Viña 2003).
En marzo del 2000, Max Glisser anunció que por motivos personales dejaba la agrupación. Así, el grupo se convierte en cuarteto y estrena su nueva formación en la fiesta de aniversario de Warner Music Chile. Durante el mes de junio, Canal Magdalena fue invitado a participar en el álbum "Tributo a Los Prisioneros", realizando la versión del tema 'Mentalidad Televisiva', el cual se convirtió en el primer sencillo de dicho disco que alcanzó la categoría de Disco de Platino por sus 15 mil copias vendidas. A los integrantes de Canal Magdalena les agradaba ir de románticos, y el público se dejó seducir. El sencillo “Enséñame”, de su siguiente disco, fue su canción más exitosa; una declaración de amor que jugaba con un crescendo melódico y el ideal de la total entrega. La consecuencia lógica fue una intensificación de su agenda en vivo, con conciertos por todo Chile que ocuparon a la banda durante al menos un año.
La salida del sencillo “Todo Ha Cambiado” ratifica la explosión de la banda en el mercado y consiguen disco de oro. En diciembre del 2001 Canal Magdalena gana el premio APES, máximo galardón entregado por la prensa chilena como mejor disco del año, hits como “Enséñame”, “Todo ha cambiado”, “Summer loser boy” y las versiones “Mentalidad televisiva” y “Tú siempre tú” marcaron la segunda producción de larga duración del conjunto viñamarino. El tracklist era mayormente con temas románticos, pero con algunos que también hablaban de la vida en sociedad. Una de las particulares que pocos se han dado cuenta es que es un álbum que posee sencillos en tres idiomas: 14 en español, 1 en inglés "Audionight"y 1 en portugués "Perto de mim", algo muy poco común en la industria musical, y más aún en nuestro país. Así también, este disco se transformó en el más relevante de la agrupación liderada por Cristián Arroyo, no sólo porque obtuvieron disco de oro, sino porque registraron su mayor auge en su carrera. Cientos de fanes a lo largo de toda América presionan por la edición del disco en el extranjero. La banda no puede dejar de presentarse en vivo, y pese a la hermosa respuesta del público en cada show dado, va cansando y erosionando las individualidades de los integrantes. Fue un ritmo valioso, pero que a la larga también los desgastó.
En agosto de 2003, en una decisión tomada por toda la banda Kamal Lues e Ygal Glisser dejan de ser parte de Canal Magdalena. Desde ese doloroso, pero necesario instante, Cristián Arroyo, Gonzalo Herrera y Giova Baeza (quien había ingresado a la banda en reemplazo de Max Glisser), comienzan a trabajar, en lo que sería el tercer disco de la banda y en septiembre de 2003 graban junto a Ignacio Allende, quien pasa a ser baterista oficial de Canal Magdalena, y a Daniel Pimentel en el bajo.Así nace la tercera placa. Deciden adelantar la salida del disco lanzando al mercado la canción “Revolución”.

## Era de cambios y nueva formación
El lanzamiento de "Revolución"  les significa una particular atención del público argentino. Cristián Arroyo es invitado a participar de jurado en el Festival internacional de la canción de Viña del Mar, y la banda se presenta en el escenario de la Quinta Vergara. Obtienen antorcha de plata, premio otorgado por él público viñamarino, y fundamentalmente despiertan un tremendo interés en la prensa extranjera.
El disco “Aguamiel” editado casi en simultáneo con su presentación en la Quinta Vergara sale al mercado con 15 temas originales, incluyendo “Revolución” y “Decidiste”. Los muchachos se presentan durante todo el verano ante más de 100.000 personas a lo largo de Chile.
Firmes pese a los cambios, Arroyo destacó entonces a su banda como una de permanente propuesta: «Lo que hemos perseguido durante años ha sido traducir en sonido nuestras emociones. Ahí está nuestro paradigma, nuestra consigna». La banda promocionó el álbum en paralelo a la primera publicación de un ex Canal, cuando Ygal Glisser mostró hacia fines del año 2004 el disco Educación sentimental, trabajado parcialmente junto a los también antiguos integrantes Max Glisser y Kamal Lues, y el guitarrista Alejandro Gómez (entonces en Solar). Entre esa fecha y el 2007, poco se supo del grupo, y hasta se asumió su disolución. A fines del 2007, Cristián Arroyo apareció en entrevistas explicando que «cuando nos vimos consumidos interiormente, paramos. Y hemos vuelto con las mismas esperanzas y con el mismo fuego en el alma que cuando partimos».

## Receso y retorno esperado
Los últimos pasos concretos los dieron en 2008, con la publicación del disco Manual love y el teloneo a una visita de los ingleses Duran Duran. De ahí en adelante, la banda se asumió nuevamente disuelta. Recién en 2014 y luego 6 largos años, el tributo en vivo al argentino Gustavo Cerati los reunió en un escenario con formación de quinteto. Más tarde, la presentación del tema “Destello” oficializó el ansiado retorno de Canal Magdalena a los escenarios nacionales y un adelanto de lo que anunciaron será una próxima producción discográfica. En enero de 2016, su teloneo a La Ley en un show en el Teatro capitalino La Cúpula fue su reencuentro con una gran audiencia. En agosto de 2017 lanzan vía redes sociales su último tema "VIDAS" que en palabras de Cristian Arroyo «habla de aquel antiguo anhelo del ser humano de poder trascender después de ésta vida: y que en la próxima vida, podamos tener la oportunidad de volver a relacionarnos con nuestros seres queridos (padres, hijos, amigos…no sólo la pareja romántica)». En septiembre de 2018 dan inicio a la gira "Canal Magdalena 2018".

## Integrantes
| Miembros actuales - Cristian Arroyo – voz, guitarra, bajo (1996–2004, 2006–2008, 2014–presente) - Kamal Lues – batería (1996–2003, 2007–2008, 2014–presente) - Gonzalo Herrera – teclados, coros (1997–2004, 2006–2008, 2014–presente) - Daniel Pimentel – bajo, guitarra (2003–2004, 2006–2008, 2014–presente) | Miembros antiguos - Giova Baeza – guitarra, programación, coros (1999–2004, 2006) - Max Glisser – guitarra (1996–2000) - Ygal Glisser – guitarra (1996–2003) - Ignacio Allende – batería (2003–2004, 2006–2007) - Julián López – guitarra (2015–2018) - Exequiel López – bajo (2007–2008) |

## Discografía

### EP
- Espuma, EP (1997)
- Revolución, EP (2003)

### Discos
- Teledirigido (1998)
- Canal Magdalena (2001)
- Aguamiel (2004)
- Manual Love (2008)

### Recopilatorio
- Colección 1997-2002 (2002)